# Drucilla Cornell
Drucilla Cornell   (Los Angeles, 16 de juny de 1950 - Nova York, 12 de desembre de 2022) és una filòsofa i teòrica feminista estatunidenca, l'obra de la qual ha influït en la filosofia política i jurídica, l'ètica, la desconstrucció, la teoria crítica i el feminisme. Cornell és professora emèrita de ciències polítiques, literatura comparada i estudis de gènere a la Universitat Rutgers, professora a la Universitat de Pretòria i professora visitant al Birkbeck College.

## Trajectòria
Va rebre el títol Bachelor of Arts en filosofia i matemàtiques a l'Antiooch College el 1978, i el Juris Doctor de la Facultat de Dret de la Universitat de Califòrnia a Los Angeles el 1981.
Cornell ha dedicat la seva obra a pensar la possibilitat d'un futur més just a través de la filosofia política i jurídica, el feminisme i la teoria crítica. Cornell és coneguda per les seves nombroses intervencions en la filosofia jurídica feminista: Beyond Accommodation: Ethic Feminism, Deconstruction and the Law (1991), Transformations: Recollective Imagination and Sexual Difference (1993), The Imaginary Domain: Abortion, Pornography and Sexual Harassment (1995) i At The Heart of Freedom: Feminism, Sex, and Equality (1998).
En aquests llibres, Cornell va més enllà dels debats feministes sobre igualtat formal, drets sexuals i essencialisme per a desenvolupar els conceptes originals de «feminisme ètic» i «domini imaginari» que posicionen el feminisme com un projecte fonamentalment ètic orientat a repensar la diferència sexual a través del dret, la política i l'estètica. Cornell també és coneguda per la seva influent tasca en la desconstrucció, sobretot a The Philosophy of the Limit (1992), en què reanomenà la «desconstrucció» com la «filosofia del límit» i defensà la importància política i ètica de l'obra de Jacques Derrida.
Aquests intents de replantejar el dret i la jurisprudència com a obertura de la possibilitat de justícia van conduir Cornell a les seves obres posteriors: Just Cause: Freedom, Identity and Rights (2000), Defending Ideals: War, Democracy, and Political Struggles (2004), Defending Ideals: War, Democracy, and Political Struggles (2008) i Symbolic Forms for a New Humanity: Cultural and Racial Reconfigurations of Critical Theory (coautora amb Kenneth Michael Panfilio, 2010). Aquests textos es basen en la teoria feminista, racial i crítica per defensar la importància de la imaginació i les formes simbòliques en el projecte de llibertat, la preservació de la dignitat i la creació d'un nou futur per a la humanitat. L'interès de Cornell per l'estètica es posa de manifest a Between Women and Generations: Legacies of Dignity (2004) i Clint Eastwood and Issues of American Masculinity (2009). En aquests textos, explora el cinema i la narrativa personal de les dones com a llocs crucials per a la reconfiguració estètica del que significa ser humà, tant individualment com col·lectivament.
Finalment, el treball de Cornell a la República de Sud-àfrica amb el Projecte uBuntu ha centrat els seus treballs més recents: uBuntu and the Law: African Ideals and Postapartheid Jurisprudence (coeditat amb Nyoko Muvangua, 2011) i Law and Revolution in South Africa: uBuntu, Dignity and the Struggle for Constitutional Transformation (2014). Aquí, Cornell explora el paper dels valors indígenes, especialment la filosofia Ubuntu, en el dret, la política i l'ètica de la nova Sud-àfrica. Aquest treball continua basant-se en el projecte de Cornell de repensar la llei com a força de transformació ètica revolucionària mirant més enllà de la tradició intel·lectual euroamericana.

## Dramatúrgia
La seva primera obra, produïda el 1989, va ser una adaptació dramàtica de Finnegans Wake que es continua representant el Bloomsday. Les seves altres obres, The Dream Cure, Background Interference i Lifeline, s'han representat a ciutats com Nova York, Los Angeles, Atlanta, Boca Raton i Ciutat del Cap. També ha produït una pel·lícula documental sobre l'ètica humanista africana Ubuntu, titulada uBuntu Hokae.

## Domini imaginari
Imaginary Domain es refereix a l'ideal legal i moral que es va construir per a protegir l'espai psíquic necessari per a reelaborar la diferència sexual individual, l'ésser sexual, les identificacions ètniques i racialitzades, així com qualsevol altra fantasia complexa de la personalitat.
Drucilla Cornell va encunyar la noció de domini imaginari el 1995. El concepte tenia inicialment la intenció d'intervenir en els debats feministes que s'havien enquistat sobre si les dones o qualsevol altra identitat podien apel·lar a les identitats establertes com a base del dret. Cornell va argumentar que era possible defensar un ideal pràctic del domini imaginari sense haver de resoldre aquests debats particulars, ja que, com a dret moral o jurídic, és a la persona a qui es dona l'espai imaginat per recrear i tornar a simbolitzar tots allò seu i llurs identificacions. Per tant, el domini imaginari no queia en nocions de dret, ja que necessàriament inscrivien identitats de víctimes o estats de lesió, ja que almenys en la fantasia, la persona està protegida com a lloc de les seves pròpies configuracions identificatives.

## Treball a Sud-àfrica
Des del 2008 fins a finals del 2009, Cornell va ocupar la càtedra de la Fundació Nacional de Recerca en Dret consuetudinari, Valors indígenes i Jurisprudència de la dignitat a la Universitat de Ciutat del Cap. Va fundar el projecte uBuntu el 2003 i continua essent la codirectora d'aquest projecte amb Chuma Himonga. També és codirectora del projecte Township uBuntu, amb Madoda Sigonyela. Cornell és també membre investigadora de Khulumani Support Group, una organització no governamental que s'ocupa de les persones que van patir l'apartheid i que ara lluiten per trobar maneres noves i creatives de combatre la devastació i el racisme que comporta el sistema capitalista.

## Obra publicada
- Benhabib, Seyla; Cornell, Drucilla, eds (1987). Feminism as Critique: On the Politics of Gender.
- Cornell, Drucilla; Carlson, David Gray; Rosenfeld, Michel, eds (1991). Hegel and Legal Theory.
- Cornell, Drucilla; Rosenfeld, Michel; Carlson, David Gray, eds (1992). Deconstruction and the Possibility of Justice.
- Benhabib, Seyla; Butler, Judith; Cornell, Drucilla; Fraser, Nancy (1995). Feminist Contentions: A Philosophical Exchange.
- Cornell; Drucilla; Barnard-Naude, Jaco; Du Bois, Francois, eds (2009). Dignity, Freedom and the Post-Apartheid Legal Order: The Critical Jurisprudence of Justice Laurie Ackermann
- Cornell, Drucilla; Muvangua, Nyoko, eds (2012). uBuntu and the Law: African Ideals and Postapartheid Jurisprudence.
- Cornell, Drucilla (2014). Law and Revolution in South Africa: uBuntu, Dignity, and the Struggle for Constitutional Transformation.
- Cornell, Drucilla; van Marle, Karin; Sachs, Albie (2014). Albie Sachs and Transformation in South Africa: From Revolutionary Activist to Constitutional Court Judge.
- Cornell, Drucilla; Seely, Stephen D. (2016). The Spirit of Revolution: Beyond the Dead Ends of Man.
- Cornell, Drucilla; Friedman, Nick (2016). The Mandate of Dignity: Ronald Dworkin, Revolutionary Constitutionalism, and the Claims of Justice